# دیامانت کریسپینو
دیامانت کریسپینو (انگلیسی: Diamante Crispino؛ زادهٔ ۵ سپتامبر ۱۹۹۴) بازیکن فوتبال اهل ایتالیا است.
از باشگاه‌هایی که در آن بازی کرده‌است می‌توان به باشگاه فوتبال کومو و باشگاه فوتبال ناپولی اشاره کرد.